# Ochrota nyassa
Ochrota nyassa är en fjärilsart som beskrevs av Embrik Strand 1912. Ochrota nyassa ingår i släktet Ochrota och familjen björnspinnare. Inga underarter finns listade i Catalogue of Life.